# World Tour w siatkówce plażowej 1995
World Tour w siatkówce plażowej 1995 składał się z 27 turniejów na sześciu kontynentach, a pula nagród osiągnęła 3,5 miliona dolarów. Pierwszy turniej odbył się w kwietniu 1995 roku, natomiast turniej finałowy rozegrano na przełomie lutego i marca w 1996 roku. Były to ostatnie rozgrywki, w których sezon rozgrywany był na przełomie dwóch lat w XX wieku.

## Zawody

### Mężczyźni
| Turniej                                                                  | 1 miejsce                         | 2 miejsce                          | 3 miejsce                          | 4 miejsce                               |
| ------------------------------------------------------------------------ | --------------------------------- | ---------------------------------- | ---------------------------------- | --------------------------------------- |
| Spain Open Marbella, Hiszpania 14 - 16 kwietnia                          | Roberto Lopes Franco Neto         | Andre Gomes Carlos Loss            | Zé Marco de Melo Emanuel Rego      | Francisco Álvarez Juan Rossell          |
| United States Open Clearwater, Stany Zjednoczone 5 - 7 maja              | Roberto Lopes Franco Neto         | Zé Marco de Melo Emanuel Rego      | Bruk Vandeweghe Jeff Williams      | Andre Gomes Carlos Loss                 |
| French Open Marsylia, Francja 22 - 25 czerwca                            | Zé Marco de Melo Emanuel Rego     | Jan Kvalheim Bjørn Maaseide        | Andre Gomes Carlos Loss            | Paulao Moreira Paulo Emilio Silva       |
| German Open Berlin, Niemcy 30 czerwca - 2 lipca                          | Jan Kvalheim Bjørn Maaseide       | Roberto Lopes Franco Neto          | Zé Marco de Melo Emanuel Rego      | Carlos Briceno Jeff Williams            |
| United States Open Hermosa Beach, Stany Zjednoczone 14 - 16 lipca        | Mike Dodd Mike Whitmarsh          | Scott Friederichsen Eric Wurts     | Zé Marco de Melo Emanuel Rego      | Jean-Philippe Jodard Christian Penigaud |
| Korea Open Pusan, Korea Południowa 22 - 26 lipca                         | Roberto Lopes Franco Neto         | Rogério Ferreira Guilherme Marques | Jan Kvalheim Bjørn Maaseide        | Carl Henkel Sinjin Smith                |
| Japan Open Enoshima, Japonia 29 - 31 lipca                               | Roberto Lopes Franco Neto         | Carl Henkel Sinjin Smith           | Jan Kvalheim Bjørn Maaseide        | Jean-Philippe Jodard Christian Penigaud |
| Italian Open Lignano, Włochy 4 - 6 sierpnia                              | Paulao Moreira Paulo Emilio Silva | Martín Conde Eduardo Martínez      | Roberto Lopes Franco Neto          | Jan Kvalheim Bjørn Maaseide             |
| Portugal Open Espinho, Portugalia 11 - 13 sierpnia                       | Roberto Lopes Franco Neto         | Zé Marco de Melo Emanuel Rego      | Javier Bosma Sixto Jiménez         | Paulao Moreira Paulo Emilio Silva       |
| Belgium Open Ostenda, Belgia 17 - 19 sierpnia                            | Zé Marco de Melo Emanuel Rego     | Rogério Ferreira Guilherme Marques | John Child Mark Heese              | Jan Kvalheim Bjørn Maaseide             |
| French Open La Baule-Escoublac, Francja 24 - 26 sierpnia                 | Roberto Lopes Franco Neto         | Zé Marco de Melo Emanuel Rego      | John Child Mark Heese              | Carl Henkel Sinjin Smith                |
| Spain Open Teneryfa, Hiszpania 31 sierpnia - 3 września                  | Zé Marco de Melo Emanuel Rego     | Javier Bosma Sixto Jiménez         | Roberto Lopes Franco Neto          | Martín Conde Eduardo Martínez           |
| Brazil Open Fortaleza, Brazylia 15 - 17 września                         | Roberto Lopes Franco Neto         | Francisco Álvarez Juan Rossell     | Rogério Ferreira Guilherme Marques | Zé Marco de Melo Emanuel Rego           |
| Indonesia Open Bali, Indonezja 22 - 24 września                          | Zé Marco de Melo Emanuel Rego     | Roberto Lopes Franco Neto          | Adam Johnson Kent Steffes          | Carl Henkel Sinjin Smith                |
| Puerto Rico Open Carolina, Portoryko 10 - 12 listopada                   | Francisco Álvarez Juan Rossell    | Eric Fonoimoana Mike Whitmarsh     | Carl Henkel Sinjin Smith           | João Brenha Miguel Maia                 |
| South Africa Open Kapsztad, Republika Południowej Afryki 21 - 23 grudnia | Zé Marco de Melo Emanuel Rego     | Martín Conde Eduardo Martínez      | John Child Mark Heese              | Paulao Moreira Paulo Emilio Silva       |
| Brazil Open Rio de Janeiro, Brazylia 8 - 11 lutego                       | Roberto Lopes Franco Neto         | Zé Marco de Melo Emanuel Rego      | John Child Mark Heese              | Jan Kvalheim Bjørn Maaseide             |

### Kobiety
| Turniej                                                           | 1 miejsce                   | 2 miejsce                    | 3 miejsce                       | 4 miejsce                           |
| ----------------------------------------------------------------- | --------------------------- | ---------------------------- | ------------------------------- | ----------------------------------- |
| United States Open Clearwater, Stany Zjednoczone 5 - 7 maja       | Sandra Pires Jackie Silva   | Karolyn Kirby Liz Masakayan  | Holly McPeak Nancy Reno         | Barbra Fontana Lori Forsythe        |
| United States Open Hermosa Beach, Stany Zjednoczone 14 - 16 lipca | Holly McPeak Nancy Reno     | Sandra Pires Jackie Silva    | Karolyn Kirby Liz Masakayan     | Deb Richardson Dennie Shupryt Knoop |
| Korea Open Pusan, Korea Południowa 20 - 22 lipca                  | Holly McPeak Nancy Reno     | Karolyn Kirby Liz Masakayan  | Sandra Pires Jackie Silva       | Mônica Rodrigues Adriana Samuel     |
| Japan Open Enoshima, Japonia 27 - 29 lipca                        | Holly McPeak Nancy Reno     | Linda Hanley Angela Rock     | Sandra Pires Jackie Silva       | Barbra Fontana Lori Forsythe        |
| Portugal Open Espinho, Portugalua 25 - 27 sierpnia                | Holly McPeak Nancy Reno     | Linda Hanley Angela Rock     | Sandra Pires Jackie Silva       | Natalie Cook Kerri Pottharst        |
| Indonesia Open Bali, Indonesja 15 - 17 września                   | Holly McPeak Nancy Reno     | Sandra Pires Jackie Silva    | Karolyn Kirby Angela Rock       | Barbra Fontana Lori Forsythe        |
| Australian Open Brisbane, Australia 6 - 8 października            | Holly McPeak Nancy Reno     | Sandra Pires Jackie Silva    | Beate Bühler Danja Müsch        | Barbra Fontana Lori Forsythe        |
| Puerto Rico Open Carolina, Portoryko 9 - 12 listopada             | Karolyn Kirby Nancy Reno    | Sandra Pires Jackie Silva    | Mônica Rodrigues Adriana Samuel | Beate Bühler Danja Müsch            |
| Brazil Open Santos, Brazylia 16 - 19 listopada                    | Barbra Fontana Linda Hanley | Holly McPeak Angela Rock     | Sandra Pires Jackie Silva       | Natalie Cook Kerri Pottharst        |
| Brazil Open Rio de Janeiro, Brazylia 28 lutego - 3 marca          | Sandra Pires Jackie Silva   | Natalie Cook Kerri Pottharst | Shelda Bede Adriana Behar       | Holly McPeak Nancy Reno             |